# Subfusil Mors
El Pistolet maszynowy wz. 39 Mors (muerte en Latín, morsa en polaco) fue un subfusil polaco diseñado por los diseñadores Piotr Wilniewczyc y Jan Skrzypinski (padres de la pistola Vis wz. 35 ) entre 1936 y 1938. Se había planeado hacerlo el subfusil estándar del Ejército de Polonia en algún momento de la década de 1940. Sin embargo, su producción se detuvo debido a la Invasión de Polonia en 1939 y la Segunda Guerra Mundial.
Su diseño se basó generalmente en el del Erma EMP alemán, habiendo competido en las pruebas para su adopción con el Erma EMP-35. Las características más comunes de ambas armas incluyen una culata y un pistolete frontal de madera; la diferencia más notable es el cargador, que se inserta desde abajo en el Mors, mientras que en el EMP se inserta desde el lado izquierdo. Este subfusil iba a ser suministrado a algunas unidades de infantería, así como a tripulaciones de tanques y grupos de abordaje de la Armada polaca y trenes blindados. Más tarde se abandonó la idea de equipar a las tripulaciones de tanques con el Mors debido a su tamaño. Después de extensas pruebas, su construcción demostró ser fiable y duradera. Algunos suboficiales polacos lo usaron junto con la pistola Vis y el sable wz. 34. La primera serie se ordenó en marzo de 1939 y se planificaron compras adicionales. Sin embargo, hasta setiembre de 1939, la Fabryka Karabinów en Varsovia solamente produjo 39 subfusiles, de los cuales 3 eran prototipos. Después del inicio de las hostilidades, todos fueron suministrados a un batallón de infantería y utilizados con éxito durante la Batalla de Varsovia.
La Fabryka Karabinów interrumpió su actividad poco antes de la ocupación alemana de la fábrica, y todos los planos de fabricación fueron destruidos, o sacados del país, fuera del alcance de los invasores.
A causa de su diseño excesivamente complejo, su fabricación era bastante costosa, por lo que la producción de sufusiles Mors nunca se reanudó después de la guerra.
Sólo han sobrevivido 4 subfusiles incompletos: uno en el Museo del Ejército polaco en Varsovia (comprado a la Unión Soviética en 1983), dos en Rusia y otro probablemente en un museo de Budapest, que desde 2013 ha sido prestado al Museo de las Fuerzas Terrestres de Bydgoszcz.